# 李百炼
李百炼 (1957年12月—)，美籍华人，北卡罗莱纳州立大学副校长、森林系教授，主要从事林木遗传和生物技术领域的研究工作。他还担任瑞典农业大学、赫尔辛基大学和北京林业大学等多所大学的兼职教授。